# 张贵妃 (明朝)
昭懿貴妃（14世纪—15世纪），張氏，明成祖朱棣之貴妃，河間忠武王張玉之女，兄為張輔。
永乐七年（1409年）二月，明成祖册封妃嫔，张氏冊為貴妃。张贵妃何时逝世不详，或在永乐十八年（1420年），王贵妃逝世之前。张贵妃谥曰昭懿。